# Plutarque de Byzance
Pour les articles homonymes, voir Plutarque (homonymie).
Plutarque est selon l'Église orthodoxe évêque de Byzance de 89 à 105, sur foi d'une légende du Xe siècle dont le patriarche Photios Ier de Constantinople est peut-être l'auteur.